# Úmoří Baltského moře
Úmoří Baltského moře patří k hlavním úmořím v Evropě a je součástí úmoří Atlantského oceánu. Tvoří je oblast, ze které se sbírá voda do Baltského moře buď přímo, nebo prostřednictvím jeho přítoků. Jeho hranici tvoří rozvodí se sousedními úmořími. Na jihu a jihovýchodě je to úmoří Černého moře, na západě a jihozápadě úmoří Severního moře (případně úmoří Kattegatu a úmoří Skagerraku), na severozápadě úmoří Norského moře, na severu úmoří Barentsova moře, na severovýchodě úmoří Bílého moře a na východě endorheické povodí Kaspického moře. Nejvyšším bodem úmoří je s nadmořskou výškou 2654,6 m Gerlachovský štít v Tatrách.
Úmoří Baltu tvoří severovýchodní cíp celého úmoří Atlantiku, na severu sousedí s úmořím Severního ledového oceánu a na východě s bezodtokou oblastí centrální Eurasie. Na jihu pak sousedí s úmořím systému Středozemního moře (včetně Černého).
Na úmoří Baltského moře se nachází celé Pobaltí, téměř celé Polsko, naprostá většina Finska a Švédska, asi polovina Běloruska, nezanedbatelná část Dánska a Ruska a okrajové části Česka (vesměs povodí Odry), Německa, Norska, Slovenska a Ukrajiny. 

Hustota zalidnění na úmoří Baltského moře

Oblast je převážně nízko položená, do poloh nad 500 metrů stoupá souvisle jen po okrajích na severozápadě (Skandinávské hory) a jihu (Sudety, Karpaty), jinak jen ojediněle.
Největší řeky na úmoří jsou Něva, Visla, Daugava, Němen a Odra. Nachází se na něm většina z největších evropských jezer včetně dvou vůbec největších podle rozlohy i objemu (Ladožské a Oněžské). V celé oblasti panuje vlhké a poměrně chladné klima s výrazně pozitivní vodní bilancí, což ve spojení s uzavřeností Baltského moře vede k jeho velmi nízké salinitě; Botnický záliv na severu je už prakticky sladkovodní.
Ačkoliv geograficky je Baltské moře ohraničeno Dánskými úžinami, hydrologicky se do jeho úmoří většinou počítá i navazující průliv Kattegat (tj. zejména povodí Göty s jezerem Vänern).

## Dílčí povodí

Jednotlivá povodí řek v úmoří Baltského moře a Kattegatu (zeleně úmoří Finského zálivu)

| povodí                | rozloha [km²] | stát(y)                                       | nejvyšší bod       | nadm.výška [m] | odvodňující řeka | průtok v ústí m³/s |
| --------------------- | ------------- | --------------------------------------------- | ------------------ | -------------- | ---------------- | ------------------ |
| Povodí Něvy           | 281 000       | Finsko · Rusko                                | Vottovaara         | 417,1          | Něva             | 2480               |
| Povodí Visly          | 194 424       | Bělorusko · Polsko · Slovensko · Ukrajina     | Gerlachovský štít  | 2654,6         | Visla            | 1054               |
| Povodí Odry           | 118 861       | Česko · Německo · Polsko                      | Sněžka             | 1603,3         | Odra             | 535                |
| Povodí Němenu         | 98 200        | Bělorusko · Litva · Lotyšsko · Polsko · Rusko | Dzjaržynskaja hara | 345,0          | Němen            | 678                |
| Povodí Daugavy        | 87 900        | Bělorusko · Litva · Lotyšsko · Rusko          | Gaiziņkalns        | 311,9          | Daugava          | 700                |
| Povodí Narvy          | 56 200        | Estonsko · Lotyšsko · Rusko                   | Suur Munamägi      | 317,4          | Narva            | 400                |
| Povodí Kemijoki       | 52 000        | Finsko · Rusko                                | Rochmojva          | 658,0          | Kemi             | 515                |
| Povodí Göty*          | 50 230        | Norsko · Švédsko                              | Sølen              | 1755,0         | Göta             | 575                |
| Povodí Torne          | 40 240        | Finsko · Norsko · Švédsko                     | ...                | ...            | Torne            | 388                |
| Povodí Kymijoki       | 37 200        | Finsko                                        | ...                | ...            | Kymi             | 295                |
| Povodí Ångermanälven  | 32 000        | Norsko · Švédsko                              | ...                | ...            | Ångerman         | 490                |
| Povodí Dalälven       | 29 000        | Norsko · Švédsko                              | ...                | ...            | Dal              | 348                |
| Povodí Kokemäenjoki   | 27 100        | Finsko                                        | ...                | ...            | Kokemäen         | 220                |
| Povodí Ume            | 26 800        | Norsko · Švédsko                              | ...                | ...            | Ume              | 510                |
| Povodí Indalsälven    | 26 700        | Norsko · Švédsko                              | ...                | ...            | Indals           | 460                |
| Povodí Lule           | 25 200        | Norsko · Švédsko                              | ...                | ...            | Lule             | 510                |
| Povodí Oulujoki       | 22 900        | Finsko                                        | Iso Tuomivaara     | 387,0          | Oulu             | 250                |
| Povodí jezera Mälaren | 21 460        | Švédsko                                       | Österhöjden        | 524,0          | Norrström        | 166                |
| Povodí Kalix          | 17 900        | Norsko · Švédsko                              | Kebnekaise         | 2096,8         | Kalix            | 295                |

* – úmoří průlivu Kattegat